# Platyderus
Platyderus is een geslacht van kevers uit de familie van de loopkevers (Carabidae). De wetenschappelijke naam van het geslacht is voor het eerst geldig gepubliceerd in 1827 door Stephens.

## Soorten
Het geslacht Platyderus omvat de volgende soorten:
- Platyderus akkus Jedlicka, 1963
- Platyderus algesiranus Dieck, 1870
- Platyderus alhamillensis Cobos, 1961
- Platyderus alticola Wollaston, 1864
- Platyderus anandi Schmidt, 2009
- Platyderus anatolicus Jedlicka, 1963
- Platyderus aragonicus Jeanne, 1985
- Platyderus asturiensis Jedlicka, 1958
- Platyderus atticus Apfelbeck, 1904
- Platyderus balearicus Jeanne, 1970
- Platyderus barrosi Jeanne, 1996
- Platyderus barsevskisi Anichtchenko, 2010
- Platyderus berlovorum Anichtchenko, 2005
- Platyderus beseanus Jeanne, 1970
- Platyderus bolivari Anichtchenko, 2011
- Platyderus breuili Jeannel, 1921
- Platyderus calathoides Dejean, 1828
- Platyderus canaliculatus Chaudoir, 1843
- Platyderus caucasicus Kryzhanovskij, 1968
- Platyderus chodjaii Morvan, 1974
- Platyderus coiffaiti Jeanne, 1996
- Platyderus corcyreus Breit, 1914
- Platyderus crypticola Jeanne, 1996
- Platyderus cyprius Piochard de la Brulerie, 1876
- Platyderus cyrtensis Reiche, 1872
- Platyderus dalmatinus L. Miller, 1881
- Platyderus davatchii Morvan, 1970
- Platyderus dejeani Jeanne, 1996
- Platyderus depressus Audinet-Serville, 1821
- Platyderus dertosensis Lagar Mascaro, 1964
- Platyderus elegans Bedel, 1900
- Platyderus ellipticus Bedel, 1902
- Platyderus emblema Marseul, 1869
- Platyderus espanoli Mateu, 1952
- Platyderus ferrantei Reitter, 1909
- Platyderus filicornis Bedel, 1902
- Platyderus formenterae Jeanne, 1988
- Platyderus foveipennis Casale, 1988
- Platyderus gallaecus Jeanne, 1970
- Platyderus gazureki Anichtchenko, 2011
- Platyderus graecus Reiche & Saulcy, 1855
- Platyderus grandiceps Piochard de la Brulerie, 1876
- Platyderus gregarius Reiche, 1862
- Platyderus haberhaueri Heyden, 1889
- Platyderus incertans Mateu, 1952
- Platyderus insignitus Bedel, 1902
- Platyderus itziarae Anichtchenko, 2005
- Platyderus jeannei Zaballos, 1990
- Platyderus jedlickai Maran, 1935
- Platyderus juncoi Jeanne, 1996
- Platyderus lanecrottensis Israelson, 1990
- Platyderus languidus Reiche & Saulcy, 1855
- Platyderus ledouxi Morvan, 1974
- Platyderus lencinai Anichtchenko, 2011
- Platyderus leonensis Jeanne, 1996
- Platyderus lombardii Straneo, 1959
- Platyderus lusitanicus Dejean, 1828
- Platyderus magrinii Degiovanni, 2005
- Platyderus majoricus Jeanne, 1988
- Platyderus marianicus Ruiz-Tapiador & Anichtchenko, 2007
- Platyderus mateui Anichtchenko, 2005
- Platyderus migelangeli Anichtchenko, 2005
- Platyderus minutus Reiche & Saulcy, 1855
- Platyderus moncayensis Jeanne, 1985
- Platyderus montanellus Graells, 1851
- Platyderus namrun Jedlicka, 1963
- Platyderus neapolitanus Reiche, 1855
- Platyderus notatus Coquerel, 1859
- Platyderus ortunoi Arribas, 1992
- Platyderus otini Antoine, 1941
- Platyderus portalegrae Vuillefroy, 1868
- Platyderus preciosae Campos & Novoa, 2005
- Platyderus punctiger Reiche & Saulcy, 1855
- Platyderus pyrenaeus Tempere, 1947
- Platyderus quadricollis Chaudoir, 1866
- Platyderus radjabii Morvan, 1975
- Platyderus reticulatus Chaudoir, 1842
- Platyderus robustoides Jeanne, 1996
- Platyderus robustus Mateu, 1952
- Platyderus rotundatus Chaudoir, 1866
- Platyderus rufus Duftschmid, 1812
- Platyderus saezi Vuillefroy, 1868
- Platyderus sagrensis Anichtchenko, 2005
- Platyderus salmantinus Jeanne, 1996
- Platyderus schrammi Anichtchenko, 2012
- Platyderus schuberti Jedlicka, 1963
- Platyderus skoupyi Jeanne, 1996
- Platyderus solissimus Antoine, 1939
- Platyderus speleus Cobos, 1961
- Platyderus subcrenatus Chaudoir, 1866
- Platyderus tadzhikistanus Kryzhanovskij, 1968
- Platyderus taghizadehi Morvan, 1974
- Platyderus talyschensis Reitter, 1887
- Platyderus testaceus Rambur, 1838
- Platyderus toribioi Anichtchenko, 2005
- Platyderus torressalai Jeanne, 1996
- Platyderus troglodytes Schaufuss, 1863
- Platyderus umbratus Menetries, 1832
- Platyderus valencianus Anichtchenko, 2005
- Platyderus varians Schaufuss, 1862
- Platyderus vignai Gueorguiev, 2009
- Platyderus vuillefroyi Dieck, 1870
- Platyderus weiratheri Maran, 1940
- Platyderus zaballosi Anichtchenko, 2011
- Platyderus zagrosensis Morvan, 1975